# Faith (альбом Pop Smoke)
Faith (с англ. — «Вера») — второй и последний студийный альбом американского рэпера Pop Smoke. Он был выпущен посмертно 16 июля 2021 года на лейблах Victor Victor Worldwide и Republic Records. Делюкс-версия альбома изначально была выпущена в день рождения рэпера — 20 июля 2021 года и включала в себя четыре новых трека. 30 июля того же года было выпущено переиздание делюкс-версии, в которое вошли ещё шесть треков, в том числе и сингл Dior, выпущенный 11 февраля 2020 года. В качестве гостей в альбоме выступили Канье Уэст, Pusha T, Rick Ross, 42 Dugg, 21 Savage, Takeoff, Lil Tjay, Swae Lee, Pharrell, Kid Cudi, Quavo и другие. Faith — это пластинка в стиле дрилл, трэп и хип-хоп с элементами поп-рэпа, госпела и поп-музыки.

## История
После того как Pop Smoke был застрелен в возрасте 20 лет во время незаконного проникновения в его дом, его друг 50 Cent решил помочь закончить альбом Смоука, выступив в качестве исполнительного продюсера альбома Shoot for the Stars, Aim for the Moon. После релиза альбома 3 июля 2020 года он принес коммерческий успех, заняв первое место в US Billboard 200; четыре сингла из альбома попали в топ-20 US Billboard Hot 100: «For the Night», «What You Know Bout Love», «The Woo» и «Mood Swings». Альбом помог Pop Smoke завоевать звания лучшего альбома Billboard 200 и лучшего рэп-альбома на церемонии Billboard Music Awards 2021.
1 мая 2021 года американский продюсер Rico Beats намекнул на выпуск еще одного посмертного альбома Pop Smoke. Продюсер выложил зеркальное селфи и добавил: «Я вижу и слышу всё, что происходит, держу себя в руках, не волнуюсь, расплата не за горами, новый альбом Pop Smoke тоже». После того, как Rico Beats сообщил о выходе в свет второго альбома Pop Smoke, 50 Cent сказал в интервью радиоведущему Крису Кейлину, что он не знает, будет ли он принимать в нём участие и будет ли он исполнительным продюсером. 4 июня директор звукозаписывающей компании Victor Victor Worldwide Стивен Виктор заявил, что будет издан второй посмертный альбом. Rico Beats заявил, что Faith «На 95 % загружен», а также подтвердил, что он будет одним из продюсеров альбома, опубликовав пост в Instagram 15 июня.
23 июня 2021 года был опубликован трейлер альбома. 12 июля в Нью-Йорке и Лос-Анджелесе появились промо-плакаты к релизу. На них был QR-код, с помощью которого можно было послушать отрывок одной песни из альбома. Через день, 13 июля, был опубликован список композиций, состоящий из 20 треков.

## Обложка
13 июля 2021 года команда Pop Smoke представила обложку альбома, на которой изображено крупное чёрно-белое фото покойного бруклинского рэпера. Его татуировка «вера» над левой бровью выделена. На обложке использована часть фотографии, сделанная Flixz в клубе.

## Критика
| Совокупная оценка    | Совокупная оценка |
| Источник             | Оценка            |
| -------------------- | ----------------- |
| AnyDecentMusic?      | 5.6/10            |
| Metacritic           | 53/100            |
| Оценки критиков      |                   |
| Источник             | Оценка            |
| AllMusic             | [ 17 ]            |
| Clash                | 8/10              |
| Cult MTL             | 4.5/10            |
| Exclaim!             | 5/10              |
| HipHopDX             | 2.5/5             |
| The Line of Best Fit | 9/10              |
| NME                  | [ 23 ]            |
| Pitchfork            | 3.8/10            |
| RapReviews           | 7/10              |
| Rolling Stone        | [ 26 ]            |

Faith получил в целом смешанные отзывы со стороны музыкальных критиков. Некоторые критиковали продакшн и посчитали альбом недоделанным. Другие критиковали количество гостевых участий и называли альбом попыткой заработать. На сайте Metacritic, который присваивает рецензиям профессиональных изданий рейтинг в 100 баллов, альбом на основе девяти рецензий получил средний балл 53, что обозначает «смешанные или средние оценки». Агентство AnyDecentMusic? поставило альбому оценку 5,6 из 10, основываясь на оценках своих критиков.
Энтони Мэлоун из издания HipHopDX отметил, что альбом «собран из незавершённых куплетов, условных треков и бездушных приглашённых участников», и заявил, что это не «альбом Pop Smoke — это символ алчности, рассчитанный на эпоху стриминга». Моси Ривз из Rolling Stone написал: «Fаith состоит из аудиофайлов, преобразованных продюсерами и руководством звукозаписывающей компании в нечто последовательное, слушабельное и порой даже симпатичное, но не совсем ослепляющее. Возможно, это не документальный фильм Энтони Бурдейна, созданный с использованием искусственного интеллекта, но все равно он кажется немного непонятным». В скупой рецензии Алаво сказал: «Несмотря на плохую продюсерскую работу и отсутствие структуры песен, энергия и сольные порывы таланта Pop Smoke не позволят этому скучному посмертному релизу запятнать его наследие». Дэвид Крон из AllMusic посчитал, что Faith подавляет Pop Smoke, полагая, что он «больше не является грозной тучей, опускающейся на свои мелодии; скорее, он чувствует себя практически вторичным». По мнению Крона, «после того, как друзья и соратники были удалены из альбома путем оперативного вмешательства, Faith пестрит искаженными голосами, скупыми творческими решениями и принципиальным отстранением его самого». Мистер Уэйвви из Cult MTL поставил альбому оценку 4,5 из 10, сказав, что «очевидно, что многие треки были незавершенной музыкой, а куплеты гостей вставлялись для „завершения“ песен».
Кьянн-Сиан Уильямс из NME считает, что альбом «перенасыщен ненужными гостевыми куплетами» и является «явной жаждой заработать». Она продолжила, сказав, что он «кажется более лживым», чем «Shoot for the Stars, Aim for the Moon». Альфонс Пьер, пишущий для Pitchfork, отметил, что Faith состоит из «незавершенных песен, демо-записей и пробных треков, которые были склеены вместе и дополнены гостевыми участиями, отобранными лишь для того, чтобы увеличить количество стриминговых продаж». Он утверждает, что команда Pop Smoke «выкачивала» деньги из его наследия и что «самые оскорбительно плохие [треки] на Faith — это те, которые не стыдятся скрывать свои финансовые замыслы». Кейт Нельсон-младший из Mic утверждает, что Pop Smoke звучит «как гость в собственном альбоме», характеризуя его как «сделанный в большей степени из идей живущих, пытающихся поддерживать жизнь умершего». По словам Нур Лобад из L’Officiel, альбом может похвастаться «повторяющимися хуками и запредельным количеством гостевых участий», и отмечает, что он «непреднамеренно превращает мощный голос рэпера в приглушенное эхо на собственном альбоме».
В своем более позитивном отзыве Джейсон Липшутц из Billboard выразил свое впечатление от Faith, считая, что альбом «сделан с той же продуманностью и высокой точностью», что и Shoot for the Stars, Aim for the Moon. Удит Махалингам высоко оценил альбом, сказав, что «в отличие от большинства [посмертных альбомов], Faith указывает на вечность Pop Smoke в современном контексте хип-хопа и служит не столько как оплакивание того, что могло бы быть, сколько как память тому, кто был и всё еще есть». Робину Мюррю также понравился альбом, он заявил: «Faith удалось предложить не только изящный портрет Pop Smoke, но и увидеть, кем он мог бы стать». А. Д. Амороси, автор Variety, отмечает, что «несмотря на то, что альбом полностью создан как Франкенштейн из томов стихов, оставленных рэпером, он никогда не кажется хромым или склеенным». Согласно его мнению, альбом «улучшил и даже превзошёл то, что команда продюсеров, сфокусированная на трэпе и дрилле, сделала на [Shoot for the Stars, Aim for the Moon]».

## Список композиций
Информация из Tidal.
| №                   | Название                                                                  | Текст песни | Музыка | Продюсер(ы)                                                                | Длительность |
| ------------------- | ------------------------------------------------------------------------- | --- | --- | -------------------------------------------------------------------------- | ------------ |
| 1.                  | «Good News»                                                               | Audrey Jackson Bashar Jackson | Andre Loblack Audrey Jackson Bashar Jackson | 808Melo                                                                    | 0:46         |
| 2.                  | «More Time»                                                               | Bashar Jackson Steven Victor | Bashar Jackson Jason Avalos Nocholas Britell Ricardo Lammare Steven Victor | L3gion Nicolas Britell Rico Beats                                          | 2:00         |
| 3.                  | «Tell the Vision» (при участии Канье Уэста и Pusha T)                     | Angie Martinez Bashar Jackson FNZ Jalil Peraza Luke Doyley Ross Portaro Samuel Michael Benjamin Jackson Steven Victor Terrence LeVarr Thornton | Angie Martinez Bashar Jackson Boogz FNZ Jahmal Gwin Jalil Peraza Kanye West Luke Doyley Ricardo Ross Portaro Samuel Michael Benjamin Jackson Steven Victor Terrence LeVarr Thornton Thomas Whitfield | Boogz FNZ Jalil Peraza Jess Jackson Kanye West Rico Beats SethInTheKitchen | 3:35         |
| 4.                  | «Manslaughter» (при участии Рик Росса и The-Dream)                        | B. Jackson William Leonard Roberts II Victor Justin Kim Darrius Willrich Ryan Press                                                            | B. Jackson Roberts Victor Kim Willrich Press Luc Klein | Daoud Ryan Press Jake One JMoney Jess Jackson [b]                          | 4:09         |
| 5.                  | «Bout a Million» (при участии 21 Savage и 42 Dugg)                        | B. Jackson Shéyaa Bin Abraham-Joseph Dion Hayes                                                                                                | B. Jackson Abraham-Joseph Hayes Manalla Abdul-Aziz | Axl                                                                        | 3:23         |
| 6.                  | «Brush Em» (при участии Rah Swish)                                        | B. Jackson Rahlique Wilks | B. Jackson Wilks Loblack | 808Melo J. Jackson [b] Dylan Jackson [b]                                   | 2:30         |
| 7.                  | «Top Shotta» (совместно с The Neptunes при участии Pusha T, Travi и Beam) | B. Jackson Chad Hugo Thornton Tyshane Thompson                                                                                                 | B. Jackson Hugo Thornton Thompson Pharrell L. Williams | The Neptunes                                                               | 4:19         |
| 8.                  | «30» (при участии Bizzy Banks)                                            | B. Jackson Majesty Moses Victor | B. Jackson Majesty Moses Victor Lamarre | Rico Beats                                                                 | 3:48         |
| 9.                  | «Beat the Speaker»                                                        | B. Jackson | B. Jackson Loblack Brandon Sully |                                                                            | 1:46         |
| 10.                 | «Coupe»                                                                   | B. Jackson Victor Lamarre | B. Jackson Victor Lamarre | Rico Beats                                                                 | 2:03         |
| 11.                 | «What's Crackin'» (при участии Takeoff)                                   | B. Jackson Kirshnik Ball Victor Lamarre | B. Jackson Ball Victor Lamarre | Rico Beats                                                                 | 2:57         |
| 12.                 | «Genius» (совместно с Lil Tjay и Swae Lee)                                | B. Jackson Tionne Merritt Khalif Brown Sergio Kitchens Victor Lamarre                                                                          | B. Jackson Merritt K. Brown Kitchens Victor Lamarre | Rico Beats Tay Keith [b]                                                   | 3:28         |
| 13.                 | «Mr. Jones» (при участии Фьючера)                                         | B. Jackson Nayvadius Wilburn Michael Hernandez Carlos Goodwin John Wesley Lucas                                                                | B. Jackson Wilburn Alex Petit Hernandez Goodwin Lucas | CashMoneyAP Foreign Teck Los the Producer JW Lucas                         | 3:34         |
| 14.                 | «Woo Baby» (Interlude)                                                    | B. Jackson | B. Jackson |                                                                            | 0:28         |
| 15.                 | «Woo Baby» (при участии Криса Брауна)                                     | B. Jackson Chris Brown J. Jackson Gwin Linden Bascom                                                                                           | B. Jackson C. Brown J. Jackson Gwin Bascom | Boogz 2300                                                                 | 2:36         |
| 16.                 | «Demeanor» (при участии Дуа Липы)                                         | B. Jackson Dua Lipa Dru Decaro | B. Jackson Lipa DeCaro Daniel Mizrahi Michael Gomes | Dru Decaro Mantra Michael Gomes J. Jackson Corey Cutz [b]                  | 3:04         |
| 17.                 | «Spoiled» (при участии Фаррелла Уильямса)                                 | B. Jackson Williams | B. Jackson Williams Hugo | The Neptunes                                                               | 1:44         |
| 18.                 | «8-Ball» (при участии Кида Кади)                                          | B. Jackson Scott Mescudi Tyrone Johnson | B. Jackson Mescudi Johnson Kasseem Dean | Swizz Beatz Musicman Ty Avenue Beatz                                       | 2:56         |
| 19.                 | «Back Door» (при участии Quavo и Kodak Black)                             | B. Jackson Bill Kapri | B. Jackson Kapri Tahj Morgan Thomas Horton Friendlor Nomancy | Tahj Money TNT Kidd Fredo                                                  | 4:03         |
| 20.                 | «Merci Beaucoup»                                                          | B. Jackson Williams | B. Jackson Williams Hugo | The Neptunes                                                               | 2:55         |
| Общая длительность: | Общая длительность:                                                       | Общая длительность: | Общая длительность: | Общая длительность:                                                        | 56:04        |

| №                   | Название                                         | Текст песни                                                       | Музыка                                        | Продюсер(ы)                                        | Длительность |
| ------------------- | ------------------------------------------------ | ----------------------------------------------------------------- | --------------------------------------------- | -------------------------------------------------- | ------------ |
| 21.                 | «Questions»                                      | B. Jackson                                                        | B. Jackson Loblack                            | 808MeloBeats                                       | 2:25         |
| 22.                 | «Run Down» (при участии OnPointLikeOP и G Herbo) | B. Jackson Herbert Wright Yosief Tafari                           | B. Jackson Wright Tafari Kirston Hedge        | Yoz                                                | 3:00         |
| 23.                 | «Money Man» (при участии Killa)                  | B. Jackson Rouben Dossous Lamarre                                 | B. Jackson Dossous Lamarre Alyamani Ouadah    | Yamaica                                            | 2:15         |
| 24.                 | «Defiant» (при участии Dread Woo и Travi)        | B. Jackson Carl Dorsmind Dread Woo Jahkeem Haughton Travis Esprit | B. Jackson Dorsmind Dread Woo Haughton Esprit | Fritz tha Producer LSP                             | 3:54         |
| 25.                 | «Rumble» (при участии Tay Floss)                 | B. Jackson Josip Planinic Tay Floss                               | B. Jackson Planinic Floss                     | Joezee                                             | 3:24         |
| 26.                 | «Don't Know Em» (совместно с Rah Swish)          | B. Jackson Abdul-Aziz Wilks                                       | B. Jackson Abdul-Aziz Wilks                   | Axl                                                | 1:51         |
| 27.                 | «Double It» (при участии Fetty Luciano)          | B. Jackson Loblack Remy Marshall                                  | B. Jackson Loblack Marshall                   | 808MeloBeats                                       | 2:46         |
| 28.                 | «Mr. Jones» (Ремикс; совместно с Anuel AA)       | B. Jackson Emmanuel Santiago Hernandez Goodwin Lucas              | B. Jackson Hernandez Goodwin Lucas            | CashMoneyAP Foreign Teck Los the Producer JW Lucas | 3:49         |
| 29.                 | «Bad Boys» (при участии Obasi Jackson)           | B. Jackson Obasi Jackson                                          | B. Jackson Loblack O. Jackson                 | O. Jackson                                         | 2:42         |
| 30.                 | «Dior»                                           | B. Jackson Loblack                                                | B. Jackson Loblack                            | 808MeloBeats                                       | 3:36         |
| Общая длительность: | Общая длительность:                              | Общая длительность:                                               | Общая длительность:                           | Общая длительность:                                | 86:02        |

Примечания
- ↑  сопродюсер
- ↑  дополнительный продюсер

## Чарты
| Чарт (2021)                            | Высшая позиция |
| -------------------------------------- | -------------- |
| Австралия (ARIA)                       | 4              |
| Австрия (Ö3 Austria)                   | 4              |
| Бельгия/Фландрия (Ultratop)            | 2              |
| Бельгия/Валлония (Ultratop)            | 2              |
| Канада (Canadian Albums Chart)         | 1              |
| Дания (Hitlisten)                      | 2              |
| Нидерланды (Album Top 100)             | 2              |
| Финляндия (Suomen virallinen lista)    | 8              |
| Франция (SNEP)                         | 4              |
| Германия (Offizielle Top 100)          | 7              |
| Ирландия (Irish Albums Chart)          | 6              |
| Италия (FIMI)                          | 6              |
| Литва (AGATA)                          | 9              |
| Новая Зеландия (RMNZ)                  | 3              |
| Норвегия (VG-lista)                    | 2              |
| Швеция (Sverigetopplistan)             | 3              |
| Швейцария (Schweizer Hitparade)        | 6              |
| Великобритания (UK Albums Chart)       | 3              |
| Великобритания (UK R&B Albums Chart)   | 11             |
| США (Billboard 200)                    | 1              |
| США (Billboard Top R&B/Hip-Hop Albums) | 1              |